# Jimmy Crack Corn
Jimmy Crack Corn er anden single fra Shady Records-albummet Eminem Presents: The Re-Up. Sangen fremføres af Eminem og 50 Cent. 

## Hitlister
| Hitliste (2007)                               | Højeste placering |
| --------------------------------------------- | ----------------- |
| U.S. Billboard Bubbling Under Hot 100 Singles | 1                 |
| U.S. Billboard Pop 100                        | 77                |